# Cerritos (Cristo Nos Valga)
Cerritos es un centro poblado peruano, ubicado en el distrito de Cristo Nos Valga, perteneciente a la provincia de Sechura del departamento de Piura, al norte del Perú.

## Demografía
En el 2017 Cerritos tenía una población de 239 habitantes.
| Gráfica de evolución demográfica de Cerritos entre 1993 y 2017 |
|                                                                |
| Fuentes: Población 1993 y 2017                                 |